# Keralaleyrodes
Keralaleyrodes is een geslacht van halfvleugeligen (Hemiptera) uit de familie witte vliegen (Aleyrodidae), onderfamilie Aleyrodinae.
De wetenschappelijke naam van dit geslacht is voor het eerst geldig gepubliceerd door Meganathan & David in 1994. De typesoort is Keralaleyrodes indicus.

## Soort
Keralaleyrodes omvat de volgende soort:
- Keralaleyrodes indicus Meganathan & David, 1994